# Michał Kwiatkowski
Michał Kwiatkowski (Chełmża, 2 de junio de 1990) es un ciclista profesional polaco. Profesional desde 2010, es miembro del equipo INEOS Grenadiers de categoría UCI WorldTeam.
En 2014 se convirtió en el primer polaco en proclamarse campeón del mundo en la carrera profesional. También es el primer polaco en ganar un Monumento Ciclista al ganar la Milán-San Remo en 2017. También ganó la Strade Bianche en 2014 y 2017, la Amstel Gold Race en 2015, el E3 Harelbeke en 2016 y la Clásica de San Sebastián de 2017. También fue campeón mundial en la contrarreloj por equipos de 2013 con el Omega Pharma-Quick Step. En 2018, ganó la Tirreno-Adriático y el Tour de Polonia, sus primeras carreras importantes por etapas.

## Biografía

### Años de júnior y amateur
Michał Kwiatkowski brilló en la categoría júnior (menores de 19 años) en 2007 y 2008. Fue doble campeón de Europa júnior y campeón mundial júnior de contrarreloj. Estaba cómodo en las pruebas contra el crono como en las carreras por etapas. En 2007, ganó la última edición de la Copa del Mundo Júnior UCI. En 2008, ganó tres eventos de la Copa de las Naciones Júnior, lo que le permitió a Polonia terminar segundo en la clasificación general.
En 2009, ganó una etapa del Tour de Eslovaquia y el campeonato polaco en ruta sub-23. En el Campeonato Mundial sub-23 en Mendrisio, fue 43.º en la contrarreloj y se retiró en la carrera en línea.

### 2010-2011: Inicio de una carrera profesional
Es profesional desde 2010, cuando debutó con el equipo continental español Caja Rural. Compitió nuevamente en el Campeonato Mundial de Carretera en la categoría sub-23. Acabó el 38.º en la prueba contrarreloj y 77.º en la carrera en línea.
Fue reclutado en 2011 por el equipo estadounidense Team RadioShack. En marzo, terminó tercero en los Tres días de Flandes Occidental, detrás de sus compañeros de equipo Jesse Sergent y Sébastien Rosseler, y los Tres Días de La Panne que ganó Sébastien Rosseler.

### 2012-2015: En Omega Pharma-Quick Step

#### 2012-2013

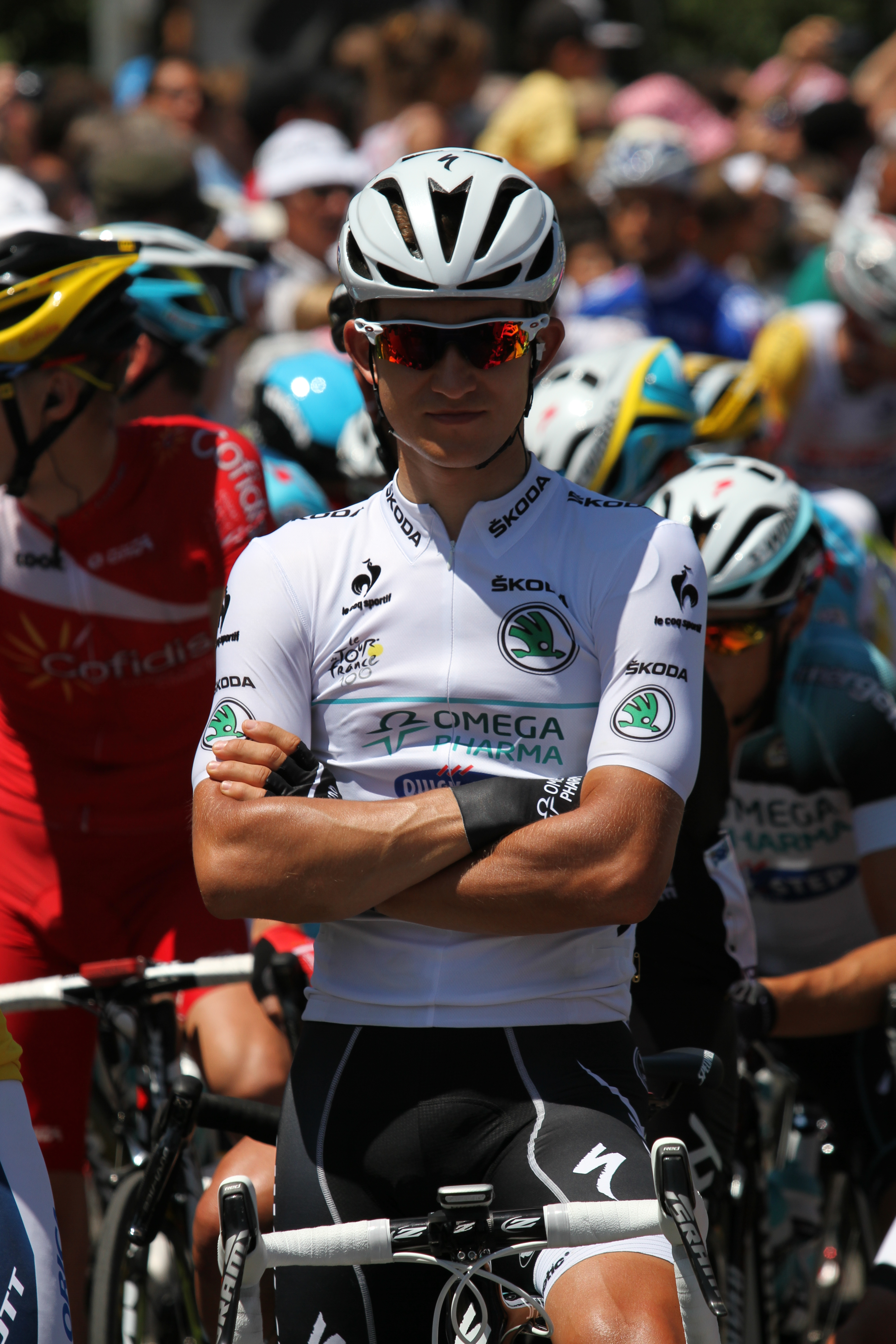
Kwiatkowski con el maillot de mejor joven del Tour de Francia 2013.

En 2012, tras la fusión del Team RadioShack con el Leopard-Trek, pasó al Omega Pharma-QuickStep. Ganó el prólogo de los Tres días de Flandes Occidental a principios de año. En la primavera, corrió su primera gran vuelta, el Giro de Italia, y luego terminó segundo en el campeonato polaco de contrarreloj. Se distinguió en agosto en dos eventos de UCI World Tour, terminando respectivamente en segundo y octavo lugar en el Tour de Polonia y el Eneco Tour. Representó a Polonia en la carrera en línea de los Juegos Olímpicos de Londres, que terminó en el pelotón, en el puesto 60.º.
Durante la temporada 2013, después de un segundo puesto en el Vuelta al Algarve, se mostró fuerte durante la campaña de las clásicas de la primavera. Primero, escapado con un pequeño grupo a 120 kilómetros de la llegada en el Tour de Flandes, y especialmente siendo el último en resistir la persecución del grupo de los favoritos a la victoria, a saber, Fabian Cancellara y Peter Sagan. Antes de romper en el final, terminando solo el cuadragésimo. A los 22 años, se convirtió en el líder del equipo en las clásicas de las Ardenas, terminando cuarto en la Amstel Gold Race y quinto en la Flecha Valona.
Ganador del campeonato nacional de su país, Kwiatkowski participó en su primer Tour de Francia. Primero, terminó tercero en la segunda etapa, llegando a Ajaccio, terminando por detrás de Peter Sagan y Jan Bakelants, quienes llegaron en solitario. Vistió con el maillot blanco del mejor corredor joven. Perdió tiempo en las etapas pirenaicas, pero aprovechó la contrarreloj del Mont-Saint-Michel, que terminó en quinto lugar para quitarle el maillot blanco a Nairo Quintana. Finalmente, ocupó el undécimo quinto puesto y fue el tercer mejor joven.
Al final de la temporada, ganó el Campeonato mundial de contrarreloj por equipos con el Omega Pharma-Quick Step. El año 2013 supuso su explosión como ciclista en el panorama de élite internacional, año en que se ganó en el pelotón el sobrenombre del "Tigre del Báltico".

#### 2014: Explosión y campeonato mundial

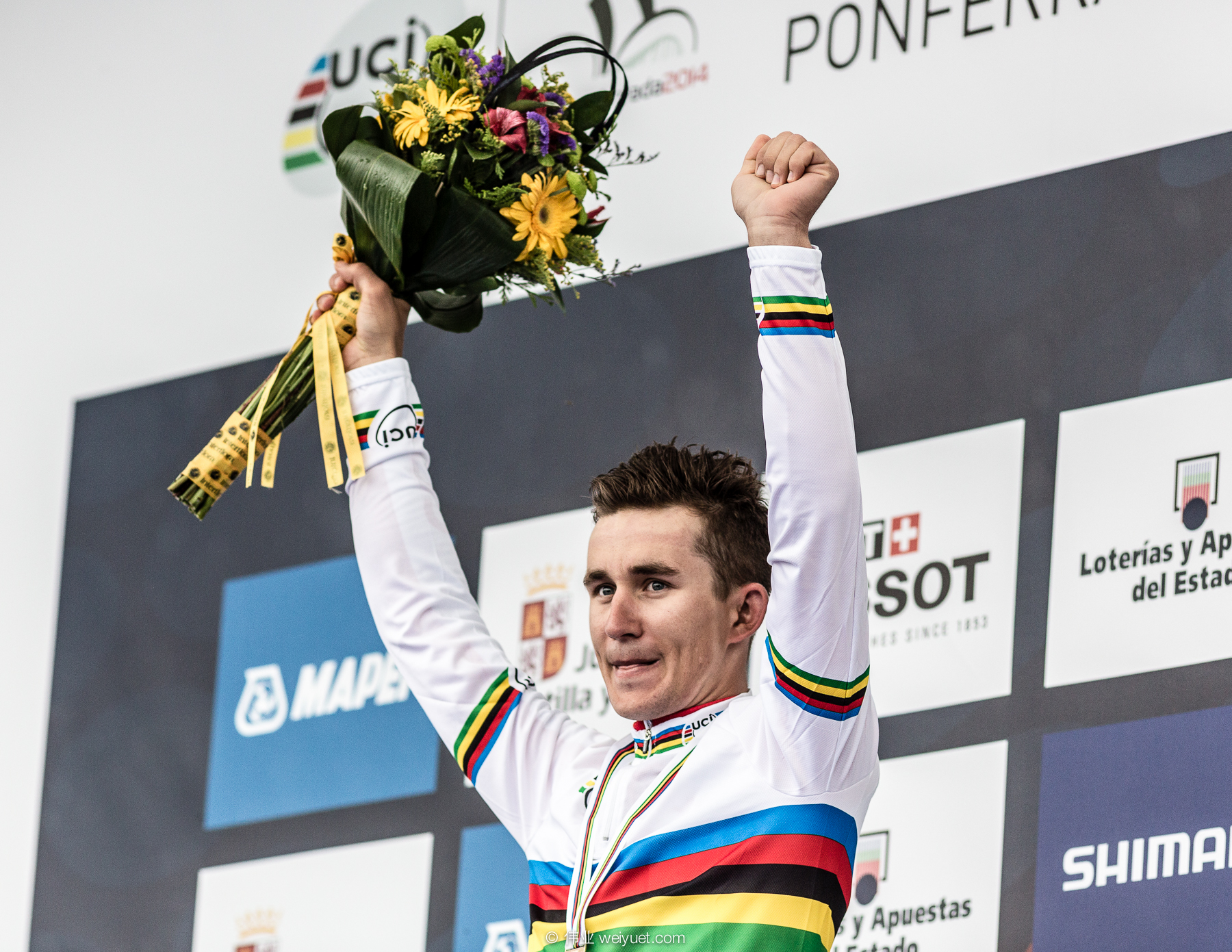
En el podio de los campeonatos mundiales de carretera, 28 de septiembre de 2014 en Ponferrada.

Empezaría la temporada 2014 siendo el primero en uno de los cuatro trofeos del Challenge Ciclista a Mallorca. Después conseguiría la Vuelta al Algarve quedando por delante de corredores como Alberto Contador y Rui Costa en la general, además conseguiría dos etapas, la primera en un ataque a falta de seis kilómetros a meta, y la segunda en una exhibición contra el crono donde lograría quedar por delante de Adriano Malori y de su compañero de equipo y gran especialista, Tony Martin.
Después conseguiría su primera victoria en Italia al derrotar al eslovaco Peter Sagan en la Strade Bianche, con quien se escapó del pelotón a falta de 20 kilómetros de la llegada; en la última pendiente y a falta de 400 metros a meta Kwiatkowski atacó a Sagan y llegó en solitario, sacándole al final 19 segundos a su compañero de escapada. En la Vuelta al País Vasco quedó segundo en la general por detrás del local Alberto Contador. En las Clásicas de las Ardenas fue tercero tanto en la Lieja-Bastoña-Lieja como en la Flecha Valona y además lograría un quinto lugar en la Amstel Gold Race.
En junio obtuvo su primer maillot como campeón de Polonia en contrarreloj, maillot que estrenó en uno de sus principales objetivos que era el Tour de Francia, en esta carrera su objetivo era quedar entre los diez de la general pero no lo lograría, quedando al final en la posición 28 y con la sensación de que las carreras de tres semanas no eran su fuerte.
Al final de la temporada 2014 se proclamó campeón mundial de ruta élite en Ponferrada (España), así con tan solo 24 años logró enfundarse el maillot arco-iris que lo identificaría como campeón mundial durante la temporada 2015; Kwiatkowski atacó en los kilómetros finales por una carretera ratonera, con la presa del embalse de Bárcena y túnel peligroso incluidos, logrando sacar diferencia en la última subida (el Alto de Compostilla de 1,5 km al 5 %) , logrando llegar a la meta a tan solo un segundo de un grupo perseguidor formado por Simon Gerrans y Alejandro Valverde, segundo y tercero respectivamente, entre otros y a siete segundos del pelotón principal; también hizo historia para su país, debido a que se convirtió en el primer polaco en ganar un campeonato del mundo en ruta élite.

#### 2015: Primera clásica de las Ardenas y anuncio de fichaje por Sky
Michał Kwiatkowski luce esta nueva temporada el maillot de campeón mundial. Comienza su temporada primero con el Tour de San Luis, donde terminó en el 66.º y obtiene el segundo puesto en la contrarreloj de 17,4 km a 5 segundos del italiano Adriano Malori del Movistar. Un mes después, Kwiatkowski es segundo en el Vuelta al Algarve detrás del galés Geraint Thomas. En preparación para la temporada de las clásica de primavera, Kwiatkowski participa en París-Niza. Sus habilidades de rodador le permitieron ganar en el prólogo de Maurepas, en el mismo segundo que Rohan Dennis y, por lo tanto, hacerse con el maillot de líder. Demasiado limitado en la montaña, Richie Porte le adelantó en la general, pero Kwiatkowski finalmente terminó segundo de este París-Niza frente a Rui Costa y Simon Špilak (los 3 hombres en el mismo tiempo, los puestos se decidieron gracias a las diferencias de milésimas del prólogo). Confiado para la temporada de clásicas, Kwiatkowski viaja a Milán-San Remo con un estatus de outsider. Presente en el grupo cabezero al comienzo del descenso de Poggio, la caída de Philippe Gilbert acaba con sus posibilidades de victoria, así como las de otros outsiders como Zdeněk Štybar o Gerald Ciolek.

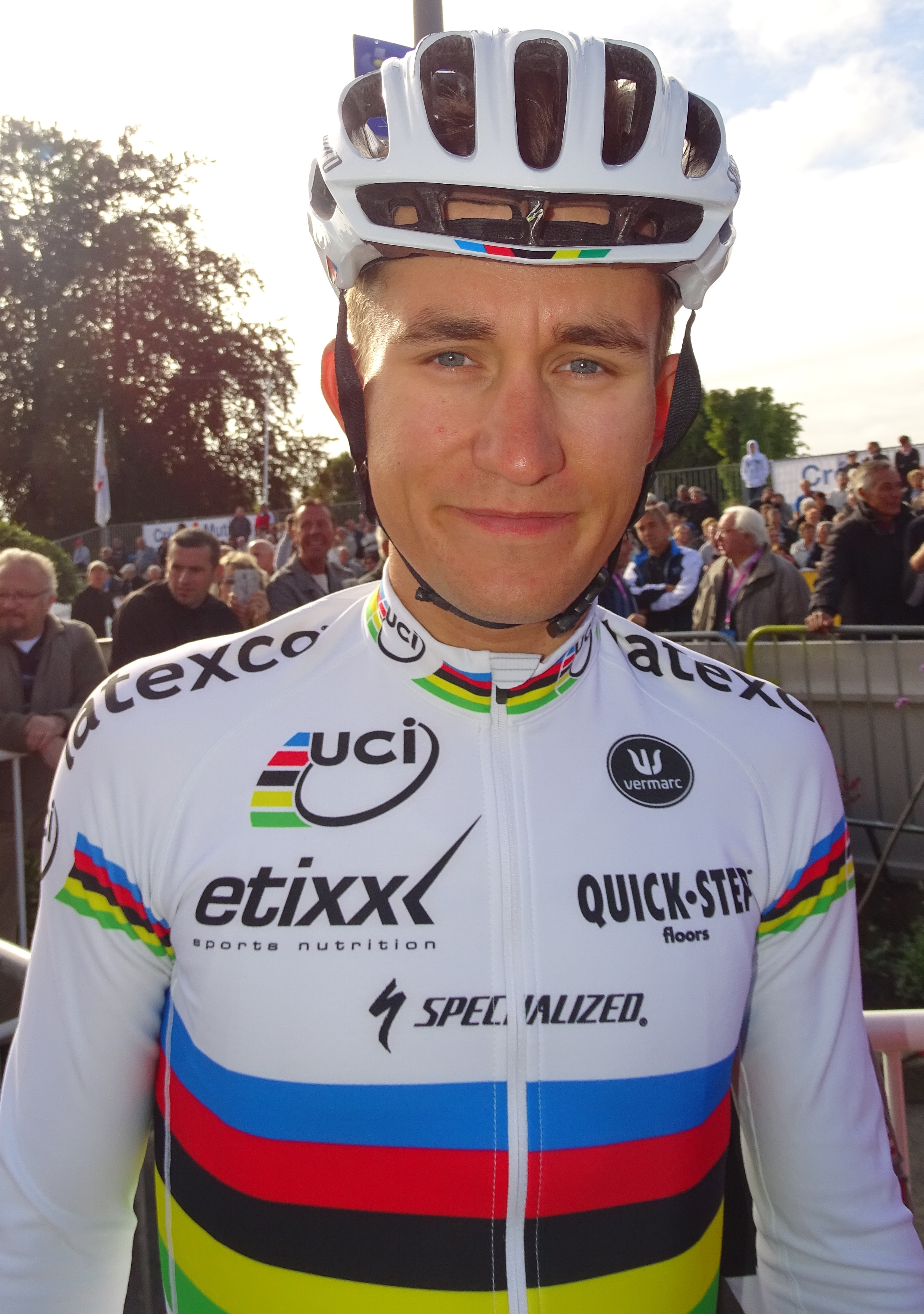
Michał Kwiatkowski luce el maillot de campeón mundial durante todo el 2015.

Después de esta decepción, Kwiatkowski fue a Bélgica tres días después para correr A Través de Flandes. Considerado uno de los favoritos, su estatus le perjudica en los últimos kilómetros, donde es el único que corre en un grupo de cuatro (incluidos dos corredores del equipo Topsport Vlaanderen-Baloise). Terminó cuarto en este evento ganado por Jelle Wallays por delante de su compañero de equipo Edward Theuns. Después de esta prueba de las clásicas de Flandes, el polaco participa en la Vuelta al País Vasco. Acaba octavo en esta prueba ganada por el catalán Joaquim Rodríguez.
Después de estos eventos y con estos resultados, en abril, Kwiatkowski es uno de los favoritos de cara a las clásicas de las Ardenas. Asume perfectamente es condición de favorito y gana al sprint el primero de las 3 clásicas de Ardenas: la Amstel Gold Race, por delante de Alejandro Valverde y Michael Matthews, de esta manera se convirtió en el primer polaco en ganar esta carrera y además vestido de arcoíris. Considerado uno de los favoritos para Flecha Valona y Lieja-Bastoña-Lieja, Kwiatkowski terminó 33.º y 21.º respectivamente.
En vistas en el Tour de Francia, Kwiatkowski reanudó la competición en la Vuelta a Suiza, en la que ocupó el puesto 71 en la general. Continuó una semana después con el Campeonato de Polonia de ruta y una vez más su actuación estuvo por debajo de su potencial. Sus actuaciones poco destacadas se deberían a su situación con Patrick Lefevere, quien, juzgando que sus características para una Gran Vuelta eran demasiado débiles, decidió ordenarle que no disputara la clasificación general, pretendiendo no querer revivir el episodio del Tour de Francia de 2013 donde Kwiatkowski "explotó" en la última semana para terminar a las puertas del Top 10 en la general. Kwiatkowski, afirmó que estaba muy afectado por este caso, y de mala gana, se vio obligado a abandonar el equipo belga al finalizar la temporada.
Kwiatkowski, por lo tanto, estuvo en este Tour de Francia sin ambiciones reales. Incapaz de ganar una etapa, abandonó, enfermo, durante la 17.ª etapa entre Digne-les-Bains a Pra-Loup. Durante este Tour de Francia, circularon rumores, que explicaban el interés que el Team Sky tendría en el polaco de 25 años, al final del contrato con Etixx-Quick Step.
Después de este complicado Tour de Francia, el polaco se presentó para el Tour de Polonia, que abandonó debido a problemas gástricos. Luego llegó el período de preparación para el último objetivo de la temporada: el Campeonato Mundial de ciclismo en ruta en Richmond, Estados Unidos. Para eso, disputó la Brussels Cycling Classic de Bruselas, luego el Gran Premio de Fourmies y finalmente las dos clásicas canadienses. Mostrando una cara tranquilizadora sobre su estado físico en estas dos clásicas, Kwiatkowski se presentó con la etiqueta de outsider al campeonato del mundo. Terminó en octavo lugar en una carrera ganada por el eslovaco Peter Sagan. El 27 de septiembre de 2015, se formalizó su transferencia al equipo Team Sky. Para terminar la temporada, el polaco corrió el Giro de Lombardía, terminando en el puesto 54.

### 2016 en adelante: En Sky

#### 2016: Victoria en E3 Harelbeke y decepciones
Kwiatkowski comenzó su temporada en el Challenge a Mallorca a finales de enero. Terminó segundo en el Trofeo Serra de Tramontana y en el Trofeo Pollensa-Andrach, en ambos ganando el sprint del grupo tras sendas fuga en solitario. Después de una mala actuación en la Strade Bianche a principios de marzo, terminó 8.º en la Tirreno-Adriático, donde la etapa reina fue cancelada debido al mal tiempo y a pesar de una mala contrarreloj final done terminó en el 34º lugar.
Llega a la Milán-San Remo como uno de los outsiders. Escapó en el final, pero fue atrapado a 2 km de la meta y terminó 40º. La semana siguiente, ganó fácilmente el E3 Harelbeke por delante del campeón mundial Peter Sagan después de ir en fuga 30 km con él. Esta era su segunda victoria en una clásica WorldTour después de la Amstel de 2015. Era uno de los favoritos para el Tour de Flandes, una semana después. Se escapó nuevamente con Peter Sagan y Sep Vanmarcke, pero se descolgó en el muro Oude Kwaremont a 40 km de la meta. Sagan ganó la carrera y Kwiatkowski terminó en el puesto 27.
Comenzó las clásicas de las Ardenas como uno de los favoritos, pero abandonó en la Amstel, no participó en Flecha Valona y terminó la Lieja-Bastoña-Lieja en el puesto 36, sin poder influir en la carrera. Desde entonces, su temporada no fue más que una dura prueba, como la segunda mitad de la temporada 2015. Abandonó el Tour de Romandía la semana siguiente, así como el Dauphiné a principios de junio. Su participación en el Tour de Francia se veía comprometida.
En cambio, participó en el Tour de Polonia. Enfermó durante la etapa reina, que discurrió bajo una lluvia torrencial, y terminó en el 34º puesto. Se escapó durante la carrera en ruta de los Juegos Olímpicos de Río, fue neutralizado en la subida final y terminó 62º. Terminó en el puesto 14.º en la prueba contrarreloj.
Alineado para el equipo de la Vuelta a España, ganó la primera etapa, una contrarreloj por equipos, con el conjunto Sky. Se vistió una jornada el maillot rojo del líder al día siguiente, pero terminó retirándose de la carrera. Terminó su temporada en el Eneco Tour y el Tour de Abu Dhabi. No compitió en el Campeonato Mundial, y prefirió centrarse en prepararse para su temporada 2017.

#### 2017: Primer monumento

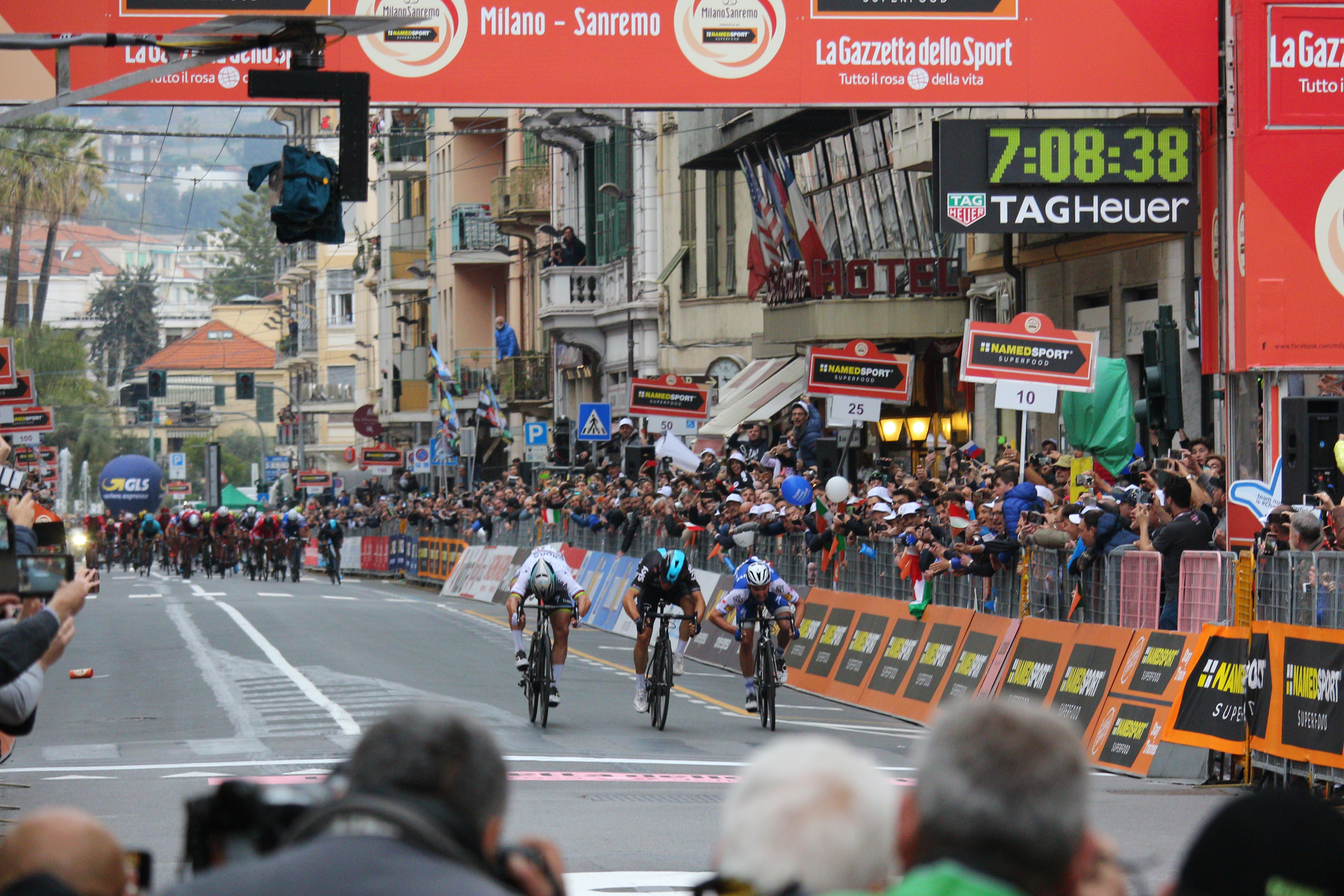
Kwiatkowski (en el centro) gana el sprint de la Milán-San Remo, por delante de Peter Sagan y Julian Alaphilippe.

Después de una temporada y media muy por debajo de su nivel, Kwiatkowski quería recuperarse en la temporada 2017. Anunció que no participaría en Flandes y comenzó su temporada en la Vuelta a la Comunidad Valenciana. El 4 de marzo, ganó la Strade Bianche, después de haber atacado en un grupo de cuatro favoritos a unos quince kilómetros de la meta. Se impuso solo en Siena. Al hacerlo, se convirtió en el segundo corredor, después de Fabian Cancellara, en ganar varias ediciones de la carrera. A finales de ese mes, ganó la Milán-San Remo en un sprint de tres, por delante del campeón mundial Peter Sagan y el francés Julian Alaphilippe. Esta era su primera victoria en uno de los monumentos del ciclismo.
El 16 de abril, Kwiatkowski obtuvo el segundo lugar en la Amstel Gold Race, derrotado en un cara a cara por Philippe Gilbert, el otro hombre en forma del momento. Terminó una semana después tercero en la Lieja-Bastoña-Lieja, concluyendo esta primera mitad de la temporada con los mejores resultados de su carrera.
Ganó el campeonato nacional de contrarreloj de su país y participó como compañero de equipo en la victoria de Christopher Froome en el Tour de Francia. Terminó octavo en la primera etapa en Düsseldorf y segundo en la contrarreloj en Marsella. Su trabajo de equipo para Froome le valió muchos elogios de los fanáticos y los medios de comunicación como un "súper gregario", especialmente en la etapa 14 en Rodez, donde llevó a su líder perfectamente. En la etapa 15, en Le Puy-en-Velay, le dio su rueda trasera a Froome, quien se había encontrado con un problema mecánico durante el ascenso del Col de Peyra Taillade.
El 29 de julio, al finalizar esta Gran Vuelta, ganó la Clásica de San Sebastián, venciendo a Tony Gallopin, Bauke Mollema, Tom Dumoulin y su compañero de equipo Mikel Landa. Más de una semana después, firmó una extensión de contrato de tres años con el Team Sky.

#### 2018: victorias en Tirreno-Adriático y el Tour de Polonia

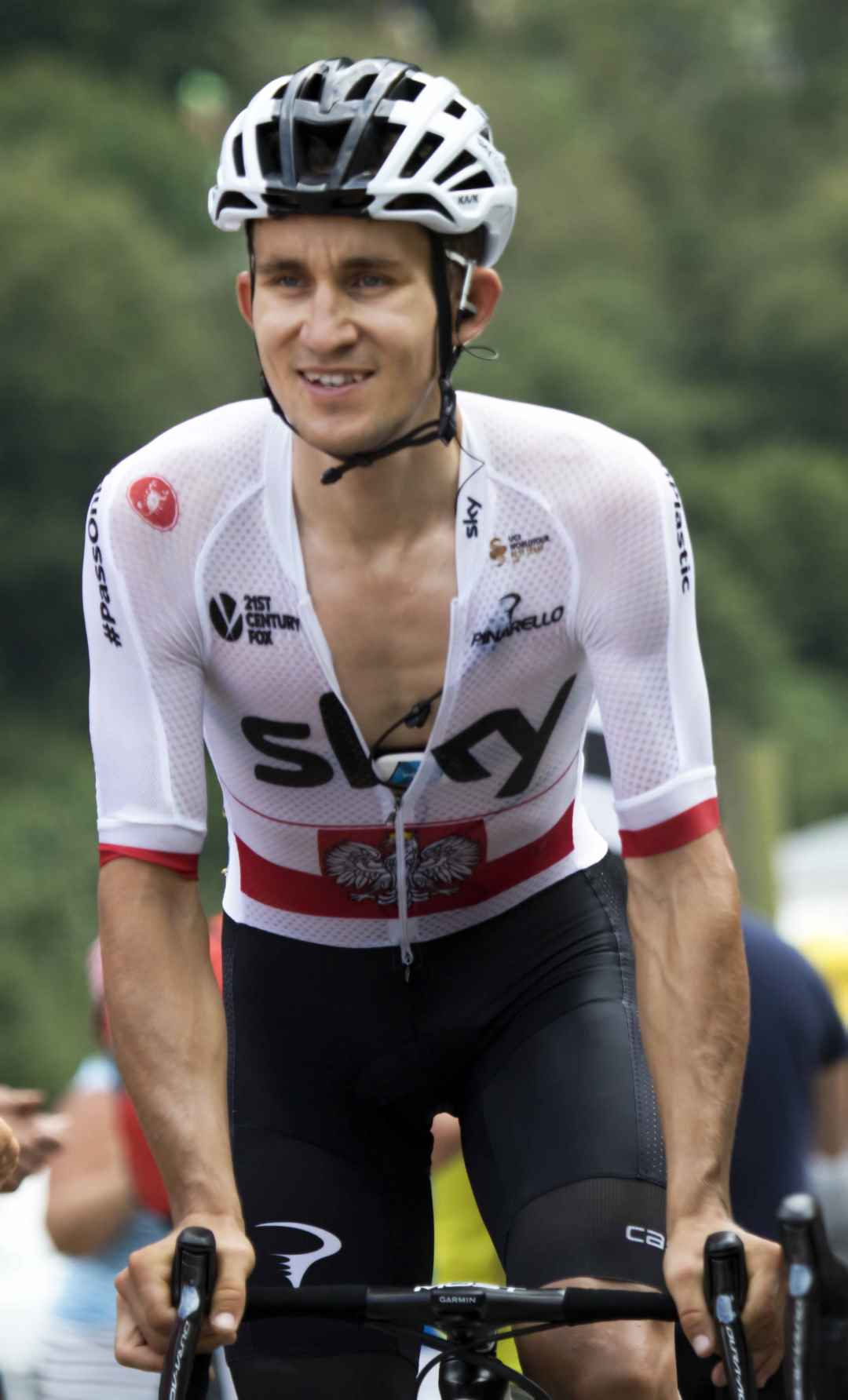
Kwiatkowski en el Tour de Francia con el maillot de campeón de Polonia.

En febrero, ganó por segunda vez la Vuelta al Algarve, donde además ganó dos etapas. Al mes siguiente, fue el más consistente en Tirreno-Adriático (terminó todas las etapas entre los primeros dieciséis) y ganó la clasificación general. Esta era su segunda victoria de la temporada en una carrera por etapas y su primera victoria en una carrera por etapas del WorldTour. En cambio, tuvo menos éxito en las clásicas: undécimo en Milán-San Remo, vigésimo octavo del Tour de Flandes e incluso peores puestos en las clásicas de las Ardenas.
Después de un período de descanso, regresó en el Critérium del Dauphiné donde ganó el prólogo, la contrarreloj por equipos y durante tres días vistió el maillot amarillo de líder. Luego se convirtió en gregario de lujo de su líder Geraint Thomas, quien ganó la carrera. Kwiatkowski luego ganó el título nacional de ruta polaco después de terminar segundo en la prueba contrarreloj. Participó en el Tour de Francia y jugó un importante papel en su equipo que terminó con Christopher Froome tercero y Geraint Thomas ganador. Ganó la general del Tour de Polonia y además ganando dos etapas. Llegó a la Vuelta a España con un estado de corredor protegido. Terminó segundo en dos etapas consecutivas, la primera ganada por Rohan Dennis y la segunda por Alejandro Valverde, lo que le permitió llevar el maillot rojo de líder durante tres días. Perdió tiempo en la montaña después de diez días de carrera y finalmente terminó lejos de ser el mejor (43.º). A finales de septiembre, fue cuarto en las pruebas contrarreloj, tanto individual como por equipos, en los campeonatos del mundo de ciclismo disputados en Innsbruck, Austria.

## Palmarés
| 2009 - 1 etapa del Tour de Eslovaquia 2012 - 1 etapa de los Tres Días de Flandes Occidental - 2.º en el Campeonato de Polonia Contrarreloj 2013 - 2.º en el Campeonato de Polonia Contrarreloj - Campeonato de Polonia en Ruta 2014 - 1 trofeo de la Challenge Ciclista a Mallorca (Trofeo Serra de Tramuntana) - Vuelta al Algarve, más 2 etapas - Strade Bianche - 1 etapa del Tour de Romandía - Campeonato de Polonia Contrarreloj - 1 etapa de la Vuelta a Gran Bretaña - Campeonato Mundial en Ruta 2015 - 1 etapa de la París-Niza - Amstel Gold Race 2016 - E3 Harelbeke 2017 - Strade Bianche - Milán-San Remo - Campeonato de Polonia Contrarreloj - Clásica de San Sebastián | 2018 - Vuelta al Algarve, más 2 etapas - Tirreno-Adriático - 1 etapa del Critérium del Dauphiné - 3.º en el Campeonato de Polonia Contrarreloj - Campeonato de Polonia en Ruta - Tour de Polonia, más 2 etapas 2020 - 1 etapa del Tour de Francia 2022 - Amstel Gold Race 2023 - Campeonato de Polonia Contrarreloj - 1 etapa del Tour de Francia 2025 - Clásica Jaén Paraíso Interior |

## Resultados

### Grandes Vueltas
| Carrera | Carrera         | 2010 | 2011 | 2012  | 2013 | 2014 | 2015 | 2016 | 2017 | 2018 | 2019 | 2020 | 2021 | 2022 | 2023 | 2024 |
| ------- | --------------- | ---- | ---- | ----- | ---- | ---- | ---- | ---- | ---- | ---- | ---- | ---- | ---- | ---- | ---- | ---- |
|         | Giro de Italia  | —    | —    | 136.º | —    | —    | —    | —    | —    | —    | —    | —    | —    | —    | —    | —    |
|         | Tour de Francia | —    | —    | —     | 11.º | 28.º | Ab.  | —    | 57.º | 49.º | 83.º | 30.º | 68.º | —    | 49.º | 54.º |
|         | Vuelta a España | —    | —    | —     | —    | —    | —    | Ab.  | —    | 43.º | —    | —    | —    | —    | —    | —    |

### Vueltas menores
| Carrera | Carrera                | 2010 | 2011 | 2012 | 2013 | 2014 | 2015 | 2016 | 2017 | 2018 | 2019 | 2020 | 2021 | 2022 | 2023 | 2024 | 2025 |
| ------- | ---------------------- | ---- | ---- | ---- | ---- | ---- | ---- | ---- | ---- | ---- | ---- | ---- | ---- | ---- | ---- | ---- | ---- |
|         | Tour Down Under        | —    | —    | —    | —    | —    | —    | —    | —    | —    | —    | —    | X    | X    | —    | —    | 52.º |
|         | París-Niza             | —    | —    | —    | —    | —    | 2.º  | —    | —    | —    | 3.º  | —    | —    | —    | —    | —    | —    |
|         | Tirreno-Adriático      | —    | —    | —    | 4.º  | 18.º | —    | 8.º  | 27.º | 1.º  | —    | —    | 51.º | —    | 90.º | 98.º | Ab.  |
|         | Volta a Cataluña       | —    | —    | —    | —    | —    | —    | —    | —    | —    | —    | —    | —    | Ab.  | —    | —    | —    |
|         | Vuelta al País Vasco   | —    | —    | —    | —    | 2.º  | 8.º  | —    | 30.º | Ab.  | Ab.  | X    | —    | —    | —    | Ab.  | —    |
|         | Tour de Romandía       | —    | —    | Ab.  | —    | Ab.  | —    | Ab.  | —    | —    | —    | X    | —    | —    | —    | —    | —    |
|         | Critérium del Dauphiné | —    | —    | —    | Ab.  | Ab.  | —    | Ab.  | 43.º | 49.º | 29.º | Ab.  | 68.º | Ab.  | —    | 32.º | —    |
|         | Vuelta a Suiza         | —    | —    | —    | —    | —    | 71.º | —    | —    | —    | —    | X    | —    | —    | 29.º | —    | —    |
|         | Tour de Polonia        | —    | —    | 2.º  | —    | —    | Ab.  | 34.º | —    | 1.º  | —    | —    | 3.º  | —    | 3.º  | —    |      |
|         | BinckBank Tour         | —    | —    | 8.º  | —    | —    | —    | Ab.  | —    | —    | —    | —    | —    | X    | 11.º | —    |      |

### Clásicas, Campeonatos y JJ. OO.
| Omloop Het Nieuwsblad   | Omloop Het Nieuwsblad   | — | —    | —    | —             | —             | —             | —     | —             | —             | —             | —             | —    | —     | 106.º | —    | —    |    |    |
| Kuurne-Bruselas-Kuurne  | Kuurne-Bruselas-Kuurne  | — | —    | —    | —             | —             | —             | —     | —             | —             | —             | —             | —    | —     | Ab.   | —    | —    |    |    |
| Strade Bianche          | Strade Bianche          | — | —    | —    | —             | 1.º           | —             | 20.º  | 1.º           | 30.º          | —             | 12.º          | Ab.  | —     | 18.º  | Ab.  | Ab.  |    |    |
|                         | Milán-San Remo          | — | —    | —    | Ab.           | Ab.           | 67.º          | 40.º  | 1.º           | 11.º          | 3.º           | 15.º          | 17.º | 16.º  | 139.º | 54.º | —    |    |    |
| E3 Saxo Classic         | E3 Saxo Classic         | — | —    | 41.º | 82.º          | —             | —             | 1.º   | —             | —             | —             | X             | —    | —     | Ab.   | —    | —    |    |    |
| Gante-Wevelgem          | Gante-Wevelgem          | — | 75.º | —    | Ab.           | —             | —             | —     | —             | —             | —             | Ab.           | —    | —     | Ab.   | —    | —    |    |    |
| A Través de Flandes     | A Través de Flandes     | — | —    | —    | —             | —             | 4.º           | —     | —             | —             | —             | X             | —    | —     | —     | —    | —    |    |    |
|                         | Tour de Flandes         | — | Ab.  | —    | 40.º          | —             | —             | 27.º  | —             | 28.º          | —             | 54.º          | —    | —     | —     | —    | —    |    |    |
|                         | París-Roubaix           | — | —    | —    | —             | —             | —             | —     | —             | —             | —             | X             | 70.º | 77.º  | —     | —    | —    |    |    |
| Flecha Brabanzona       | Flecha Brabanzona       | — | —    | —    | —             | —             | —             | —     | —             | —             | —             | 6.º           | —    | Ab.   | Ab.   | —    | —    |    |    |
| Amstel Gold Race        | Amstel Gold Race        | — | —    | Ab.  | 4.º           | 5.º           | 1.º           | Ab.   | 2.º           | 31.º          | 11.º          | X             | 8.º  | 1.º   | 72.º  | 35.º | —    |    |    |
| Flecha Valona           | Flecha Valona           | — | —    | Ab.  | 5.º           | 3.º           | 33.º          | —     | 17.º          | 57.º          | 16.º          | 6.º           | 23.º | 92.º  | 115.º | Ab.  | —    |    |    |
|                         | Lieja-Bastoña-Lieja     | — | —    | Ab.  | 92.º          | 3.º           | 21.º          | 36.º  | 3.º           | 29.º          | 12.º          | 10.º          | 11.º | 100.º | Ab.   | Ab.  | —    |    |    |
| Clásica San Sebastián   | Clásica San Sebastián   | — | —    | —    | Ab.           | —             | —             | 107.º | 1.º           | —             | —             | X             | —    | —     | —     | —    | 89.º |    |    |
| Cyclassics Hamburg      | Cyclassics Hamburg      | — | Ab.  | —    | 107.º         | —             | —             | —     | —             | —             | 116.º         | X             | X    | —     | —     | —    |      |    |    |
| Bretagne Classic        | Bretagne Classic        | — | 96.º | Ab.  | 20.º          | 123.º         | —             | —     | 103.º         | —             | —             | —             | —    | —     | Ab.   | —    |      |    |    |
| Gran Premio de Quebec   | Gran Premio de Quebec   | — | —    | —    | Ab.           | —             | 14.º          | —     | —             | —             | 119.º         | X             | X    | —     | 72.º  | —    |      |    |    |
| Gran Premio de Montreal | Gran Premio de Montreal | — | —    | —    | Ab.           | —             | 12.º          | —     | —             | —             | Ab.           | X             | X    | —     | Ab.   | —    |      |    |    |
|                         | Giro de Lombardía       | — | Ab.  | —    | Ab.           | 77.º          | 54.º          | —     | Ab.           | —             | —             | —             | —    | —     | —     | —    |      |    |    |
| París-Tours             | París-Tours             | — | 82.º | —    | —             | —             | —             | —     | —             | —             | —             | —             | —    | Ab.   | —     | —    |      |    |    |
| JJ. OO. (Ruta)          | JJ. OO. (Ruta)          |   |      | 60.º | No se disputó | No se disputó | No se disputó | 62.º  | No se disputó | No se disputó | No se disputó | No se disputó | 11.º | ND    | ND    | —    | ND   | ND | ND |
| JJ. OO. (CRI)           | JJ. OO. (CRI)           | — | 14.º | —    | No se disputó | No se disputó | No se disputó | 23.º  | No se disputó | No se disputó | No se disputó | No se disputó |      | ND    | ND    |      | ND   | ND | ND |
| Mundial en Ruta         | Mundial en Ruta         | — | 31.º | —    | Ab.           | 1.º           | 8.º           | —     | 11.º          | Ab.           | —             | 4.º           | 36.º | —     | Ab.   | —    |      |    |    |
| Mundial Contrarreloj    | Mundial Contrarreloj    | — | 48.º | —    | 24.º          | —             | —             | —     | —             | 4.º           | —             | —             | 24.º | —     | —     | —    |      |    |    |
| Europeo en Ruta         | Europeo en Ruta         | X | X    | X    | X             | X             | X             | —     | —             | —             | —             | —             | —    | —     | Ab.   | —    |      |    |    |
| Europeo Contrarreloj    | Europeo Contrarreloj    | X | X    | X    | X             | X             | X             | —     | —             | —             | —             | —             | —    | —     | 13.º  | —    |      |    |    |
| Polonia en Ruta         | Polonia en Ruta         | — | —    | 16.º | 1.º           | 21.º          | 57.º          | 25.º  | —             | 1.º           | —             | —             | —    | —     | 10.º  | —    | —    |    |    |
| Polonia Contrarreloj    | Polonia Contrarreloj    | — | 21.º | 2.º  | 2.º           | 1.º           | —             | —     | 1.º           | 3.º           | 4.º           | —             | —    | —     | 1.º   | —    | —    |    |    |

—: No participa 

Ab.: Abandona 

X: No se disputó

## Equipos
- Caja Rural (2010)
- Team RadioShack (2011)
- Omega Pharma/Etixx (2012-2015)
  - Omega Pharma-QuickStep (2012-2014)
  - Etixx-Quick Step (2015)
- Sky/INEOS (2016-)
  - Team Sky (2016-04.2019)
  - Team INEOS (05.2019-08.2020)
  - INEOS Grenadiers (08.2020-)